# Shelley Smith Mydans
Shelley Smith Mydans (20 mai 1915 à Palo Alto - 7 mars 2002 à New Rochelle) est une romancière américaine, journaliste et reporter de guerre. Pendant la Seconde Guerre mondiale, elle couvre les conflits en Asie, avant d’être faite prisonnière par l’armée japonaise. Son livre The Open City, évoque ces 21 mois dans un camp de prisonniers de guerre.

## Biographie
Originaire de Californie, Shelley Smith grandit en se rêvant danseuse, bien que son père travaille comme  professeur de journalisme à l'université de Stanford. Diplômée en journalisme de Stanford, elle déménage à New York et intègre la rédaction du Literary Digest. En 1938, elle rejoint le magazine Life comme journaliste et chercheuse. Elle y fait la rencontre du photographe Carl Mydans. Le couple se marie l'année suivante et devient la première équipe de terrain mariée à être employée par le magazine.

## Carrière professionnelle

### Seconde guerre mondiale
Shelley Smith Mydans et Carl Mydans sont envoyés au Royaume-Uni pour couvrir les combats de la Seconde Guerre mondiale. Alors que la France est dans un premier temps vaincue, ils partent en Chine pour travailler sur la guerre sino-japonaise. Le duo entame un voyage de plus de 72 000 kilomètres à travers la Scandinavie, le Portugal et l’Italie, avant de s’installer à Chongqing, une colonie britannique de Hong Kong. Sur place, la journaliste peine à être publiée. Elle est occasionnellement sollicitée lorsqu'un autre auteur n’est pas disponible,,.
Au moment des attaques contre Pearl Harbor et les Philippines, le couple est basé à Manille, où ils ont été faits prisonniers à l’arrivée des forces japonaises. Ils sont ensuite transférés à Shanghai. En décembre 1943, ils sont libérés lors d’un échange de prisonniers entre le Japon et les États-Unis. En 1945, Shelley Smith Mydans publie son premier roman The Open City, basé sur son expérience de prisonnière de guerre des Japonais. Après leur libération, le couple retourne aux Philippines. À cette époque, Shelley Smith Mydans travaille un temps pour le bureau de Time et Life magazines à Tokyo,.
En 1945, Carl est envoyé à Manille pour couvrir le moment emblématique du retour de Douglas MacArthur, mais ce voyage est refusé à Shelley Smith Mydans, envoyée à Guam pour travailler avec un accès limité sur une des bases de la Marine américaine : « J'étais accréditée auprès de la Marine, mais je n'étais pas autorisée - parce que j'étais une femme - à suivre les manœuvres des navires ou des avions. Mes articles devaient se limiter au travail des infirmiers ou au quotidien des soldats sur la camp. ».

### Après la guerre

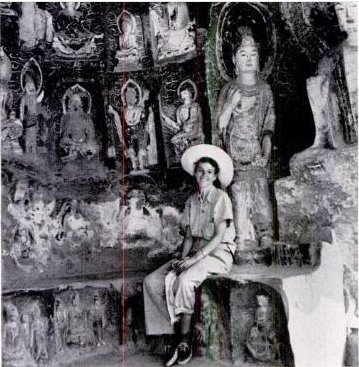
Shelley Smith Mydans dans un temple en Chine pendant la Seconde Guerre mondiale. Photographie de son mari Carl Mydans publié dans Life Magazine, 23 février 1942.

Dès la fin de la guerre, Shelley Smith Mydans écrit pour la radio sur le réseau ABC américain, et notamment pour le programme d'information The March of Time. Elle devient commentatrice pour Time Inc et continue parallèlement à écrire pour Time et Life magazines. Elle démissionne de ses activités à la naissance de son premier enfant,.  
Elle est l’autrice de deux autres romans, un premier Thomas, axé sur la vie de Thomas À-Becket, archevêque de Canterbury et un second, Vermilion Bridge, sur le Japon du VIIIe siècle. Elle est co-auteure avec son mari de The Violent Peace, un rapport sur les guerres, l'insurrection et le terrorisme depuis la Seconde Guerre mondiale,.

### The longevity Project
Le projet Longevity, lancé par les professeurs de psychologie Howard S. Friedman et Leslie R. Martin, présente les conclusions de fin de vie de l'étude Terman, qui selon les chercheurs offrent des conclusions sur les facteurs qui soutiennent une vie longue et enrichissante. À l'exception d'une poignée de participants qui se sont identifiés publiquement, dont Shelley Smith Mydans, les noms des « Termites » ont été gardés confidentiels.
L’étude Terman menée sur des volontaires nés dans les années 1910, vise à identifier les modèles et organisations de vie qui conduisent les gens à prospérer personnellement et professionnellement, ou à perdre la conscience de l’importance de leur place dans le monde, réduisant ainsi leur espérance de vie.

## Bibliographie

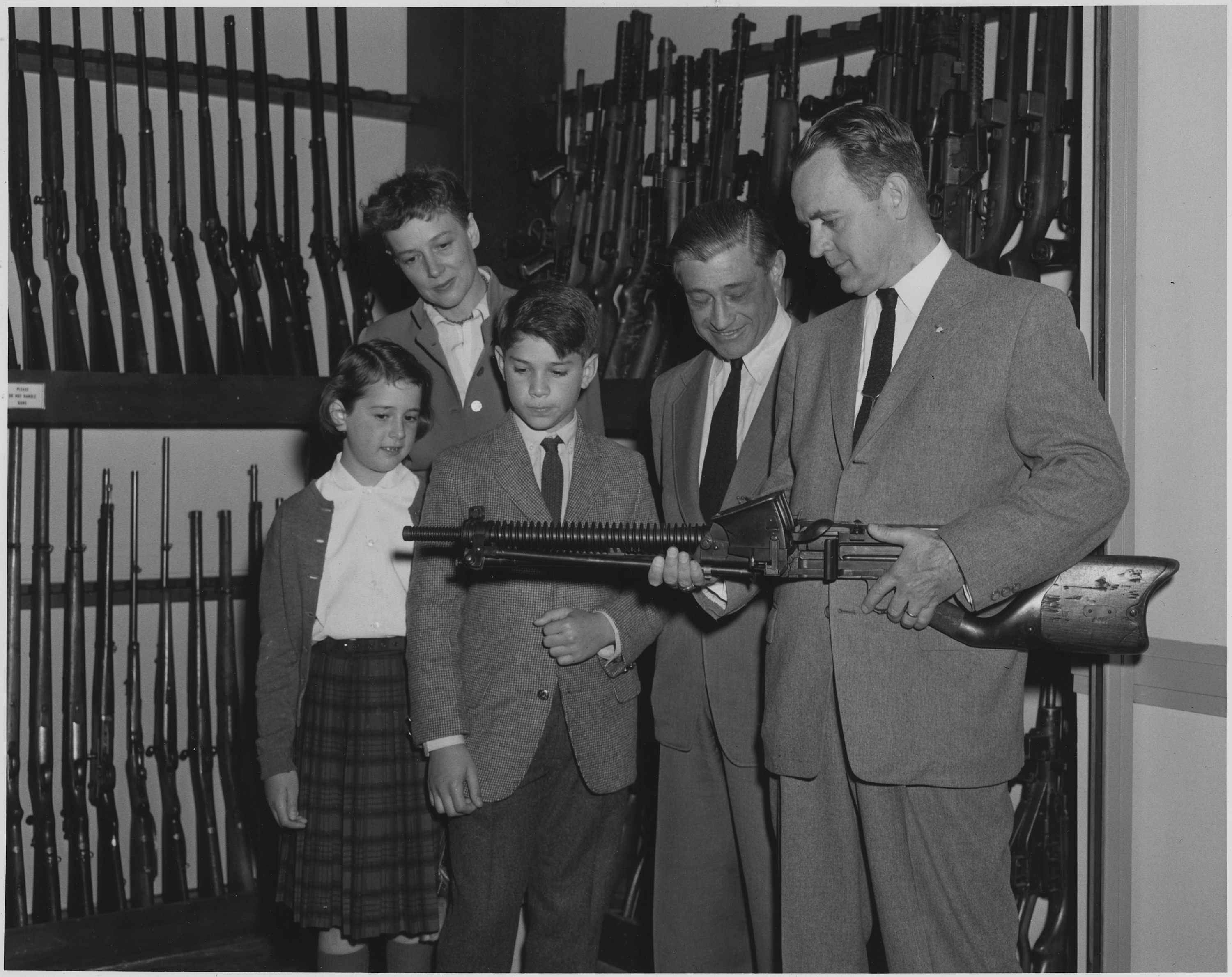
Shelley Smith Mydans et Carl Mydans visitent le quartier général du FBI avec leurs enfants Misty Mydans et Seth Mydans, dirigés par l'agent spécial Donald G. Hanning, 1953.